# José Manuel Rodríguez Vázquez
José Manuel Rodríguez Vázquez (Jerez de la Frontera, 2 de septiembre de 1980) es un deportista español que compitió en bochas adaptadas. Ganó dos medallas de plata en los Juegos Paralímpicos de Verano en los años 2004 y 2008.

## Palmarés internacional
| Juegos Paralímpicos | Juegos Paralímpicos | Juegos Paralímpicos | Juegos Paralímpicos |
| Año                 | Lugar               | Medalla             | Prueba              |
| ------------------- | ------------------- | ------------------- | ------------------- |
| 2004                | Atenas (Grecia)     | Medalla de plata    | Dobles BC3 mixto    |
| 2008                | Pekín (China)       | Medalla de plata    | Dobles BC3 mixto    |